# NGC 6066
NGC 6066 é uma galáxia espiral (S) localizada na direcção da constelação de Serpens. Possui uma declinação de +13° 56' 39" e uma ascensão recta de 16 horas, 07 minutos e 35,2 segundos.
A galáxia NGC 6066 foi descoberta em 19 de Junho de 1887 por Lewis A. Swift.